# 石泉巖
25°00′43″N 121°34′08″E / 25.011983°N 121.568946°E
石泉巖，是位於臺灣臺北市信義區黎安里的清水祖師廟，為拳山堡茶農來臺北城時會休息、飲泉的地點。

## 歷史
臺灣清治時期，拳山堡的格頭、烏塗窟、石碇、萬順藔、土庫、深坑仔等地的茶農會翻山越嶺，爬過觀山嶺至六張犁，以到臺北販賣茶葉。里長黃種釧說，當時先民在石泉巖附近開闢茶路時，留下一塊大石作為清水祖師的金身，後來山壁開始冒出泉水，吸引人來求治病。依廟方解說，此廟處為當時茶路的主要休息站之一，挑夫喜歡來此取泉水飲用。
道光十八年（1838年），安溪人楊士如為還願，倡建廟宇，獲六張犁、福德坑等地信眾捐獻，香火自艋舺清水巖迎奉。神像材質為石雕，鎮殿神像約一公尺半高，主祀日是農曆正月初六。同治九年（1870年），文山、大安、六張犁、深坑、石碇和萬華的商行整修茶路，在廟立重修觀山嶺路橋碑，之後陸路發達，運送茶葉改為取道新店，此條茶路失去作運用。當地黎安里的林萬富表示，日治時代茶產業蕭條，原先的茶葉已被開採煤礦所取代。
1958年和1972年，廟宇重修。1986年，台北市文獻委員會在此立解說碑，說明茶路歷史。約1990年初，台北港口奉聖宮在石泉巖後方開挖地基後，泉水不再冒出。

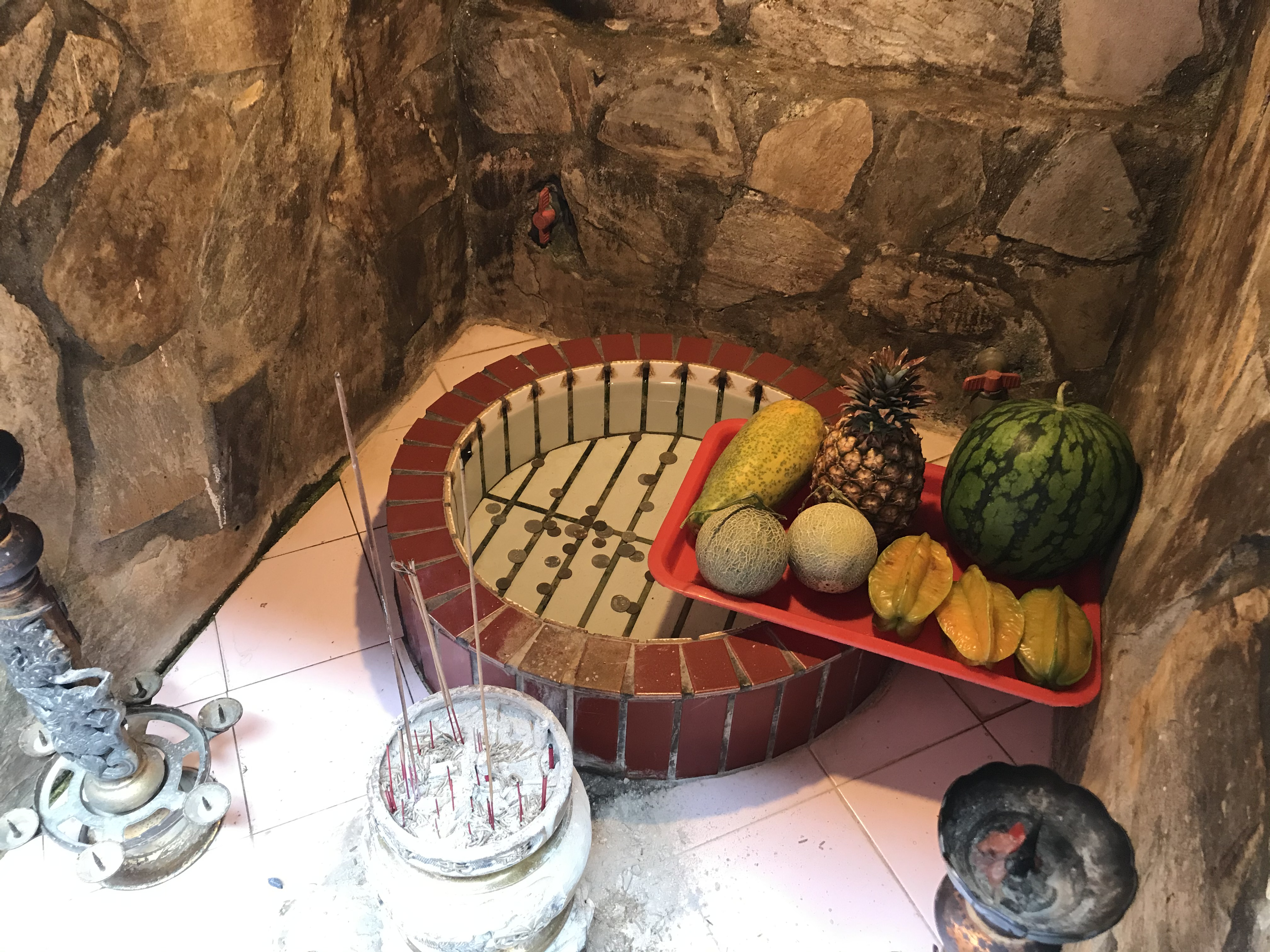
乾井
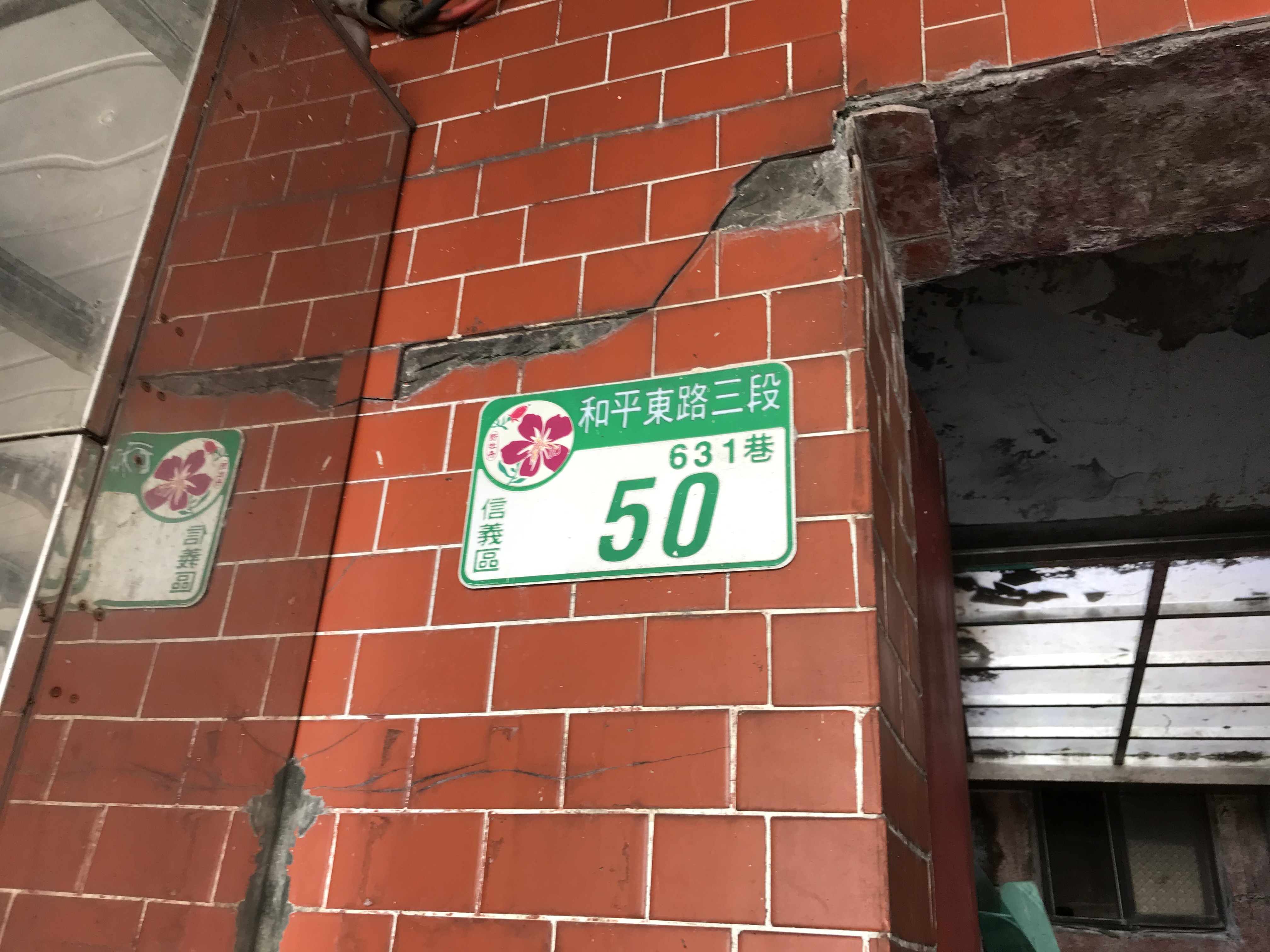
門牌
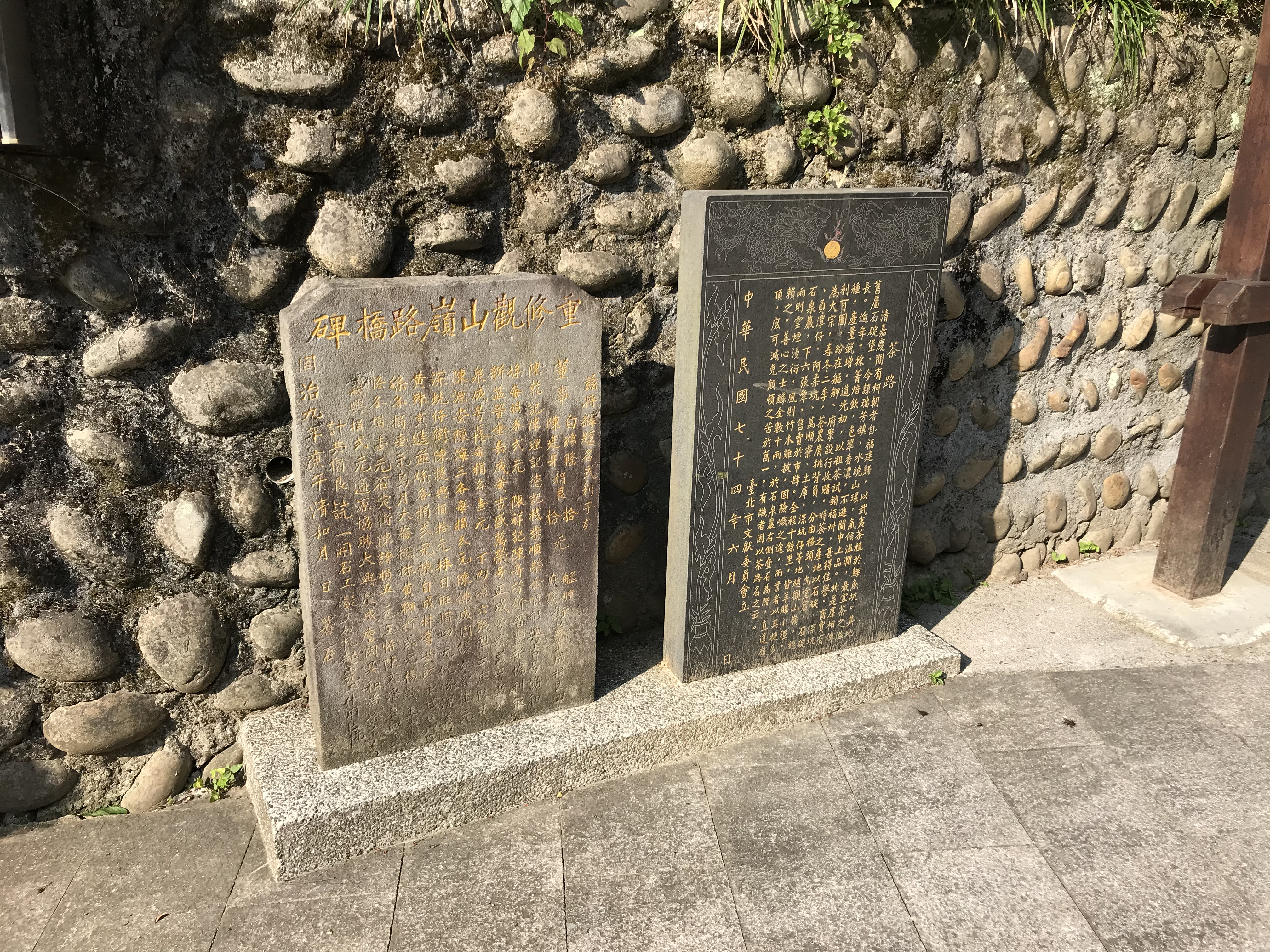
重修觀山嶺路橋碑